# ジェンキンスの耳の戦争
ジェンキンスの耳の戦争（ジェンキンスのみみのせんそう、英語: War of Jenkins' Ear、スペイン語: Guerra de la oreja de Jenkins）とは、1739年に起こったグレートブリテン王国（イギリス）とスペインの海上権争覇の戦争であり、スペイン当局に拿捕されて片耳を切り落とされたという商船船長ロバート・ジェンキンスの名に由来する。やがて大陸のオーストリア継承戦争に拡大し、ヨーロッパ全土にわたる大戦に発展した。これらの戦争は1748年のアーヘン和約まで続き、ひいては1756年に始まる七年戦争に連なる契機となった。

## 前史
ウィリアム3世以来、主としてホイッグ党が中心となって進めてきた対仏戦争政策であったが、すぐれた財政家であり、1720年の南海泡沫事件の処理による功績で、その翌年に第一大蔵卿となったホイッグ党のロバート・ウォルポールは、「国民的重商主義」の見地から戦争は貿易の障害になるとして平和外交をおしすすめた。これは「長い18世紀」（第2次百年戦争）と呼ばれる百年余のなかでも例外的なことであったが、その執政中にあっても戦争の危機は存在していた。ユトレヒト条約に不満なスペインはオーストリア（ハプスブルク君主国）と結び、1726年、ジブラルタルを奪回すべくこれを包囲した。それに対し、ウォルポールはスペイン領西インド諸島に艦隊を派遣したが、けっして相手を攻撃しないという条件が付けられていた。1733年に勃発したポーランド継承戦争にも参戦しなかった。ウォルポールは戦争を回避するため万全を期していた（「ウォルポールの平和」）。

## 概要

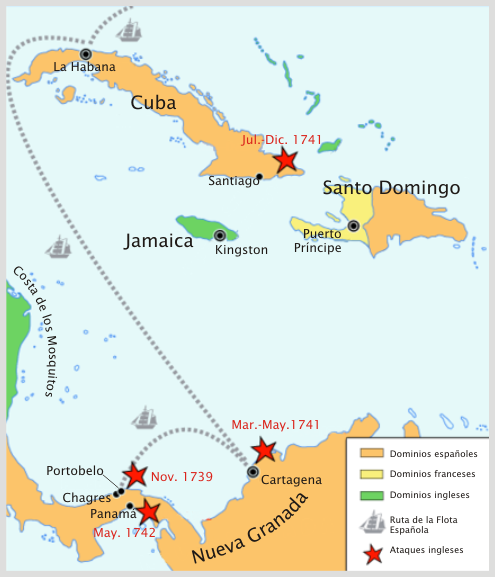
カリブ海でのイギリス軍とスペイン軍の戦いの様子を地図で追ったもの

イギリス南海会社はアシエントと称される貿易契約によって部分的にスペイン領西インド諸島と貿易を許されてはいた。しかし、本来は上納すべき貿易利潤をスペインに申告せず、また密貿易をも行っているとして、スペイン側は沿岸警備隊を使って強攻策すなわち拿捕を始めた。イギリス商人がユトレヒト条約の規定に違反したためスペインが捜査権を行使してイギリス船舶と積荷を没収したのである。船舶の拿捕の件数は当初1年あたり数件から10件程度とわずかであったが、イギリス国内では次第にスペインに対する反感が強まっていった。そして1738年、レベッカ号船長ロバート・ジェンキンス大尉が、拿捕されたときにスペイン人に切り落とされたという自身の片耳を庶民院に証拠として提出した。すると、イギリスの世論はスペイン報復論に沸き立った。
対外宥和政策を固持することによって財政的安定をはかっていたウォルポールは世論に押し切られる形で1739年10月、スペインに宣戦布告し、ここに「ウォルポールの平和」は終焉を迎えた。
翌1740年にオーストリア継承戦争が勃発すると、戦火はヨーロッパ全域に広がった。オーストリア領ネーデルラントがフランスに占領されることになるとイギリス存亡の危機につながると懸念したイギリス政府はオーストリアと同盟を結び、フランスとも戦火をまじえることとなった。これによりイギリスとフランスの覇権争いは再燃し、両陣営にはかばかしい戦果もなく1748年のアーヘンの和約締結でいったん終結するが、この停戦条約は1756年に始まる七年戦争までの小休止でしかなかった。